# El glotón en la cultura

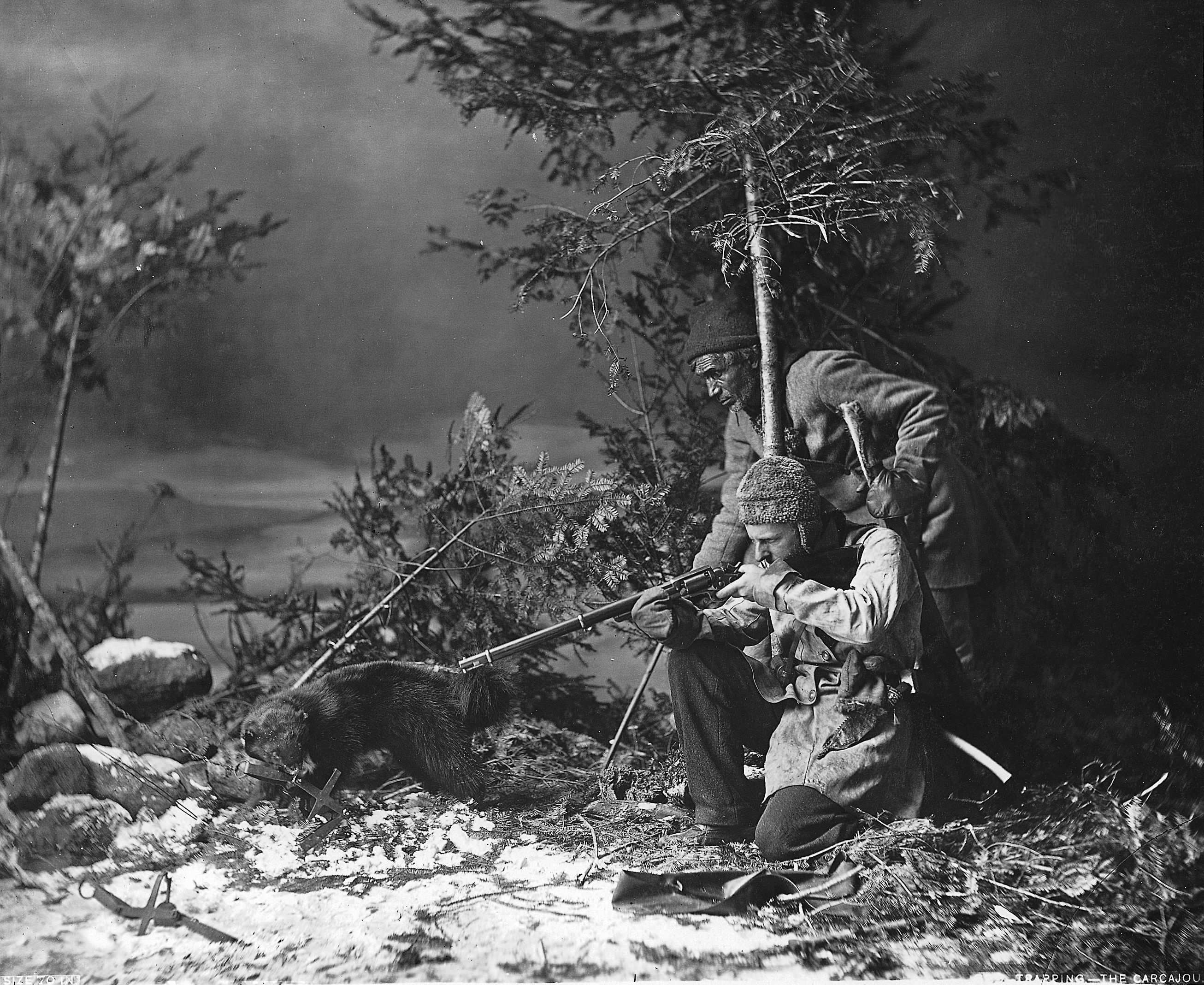
Fotografía que data de 1866 de una escena de caza conservada en el Museo McCord de Montreal

El glotón (también llamado carcayú) en la cultura denota principalmente la relación entre el animal y la creación del mundo en las leyendas amerindias.
El término carcayú es una palabra de la lengua alonquina utilizada para designar al glotón. Mamífero carnívoro, que vive en la taiga y la tundra de Eurasia y de América.

## Relato oral: el glotón para los aborígenes
Algunos relatos de los pueblos originarios de América, transmitidos de generación de forma oral, describen el origen del mundo. En muchos de estos relatos se encuentra el personaje del glotón, un animal importante de la literatura oral autóctona. Sus aventuras están presentes en numerosas tribus amerindias. También se le denomina  Trickster (palabra inglesa para embaucador), ya que siempre busca apropiarse de aquello que no le pertenece.
El glotón es un personaje con un apetito insaciable, tanto en términos de alimentación como de sexualidad. Siembra el caos intentando apropiarse del alimento ajeno, sin embargo, con poca suerte.
Este personaje embaucador no está representado bajo la forma de un glotón en todas las regiones. En el noroeste de Norteamérica, el personaje es un cuervo; en la región de Grandes Lagos, una liebre (Nanabozho); y para los Sioux de Dakota, una araña.

## Relatos que ponen en escena al glotón
Numerosos relatos describen las aventuras del glotón. Los tres principales temas son el alimento, la sexualidad y la inmortalidad. Los relatos El placer de la mesa (Le plaisir de la table), La búsqueda de la inmortalidad (La quête de l’immortalité) y Los placeres del amor (Les plaisirs de l’amour), registrados a finales de la década de 1960 en los innu de la costa del Labrador y de Schefferville en la lengua autochtone, tratan estos tres temas.

### El placer de la mesa
En El placer de la mesa, el glotón atrae a un grupo de pájaros, que pretende comer, y los convence de bailar con los ojos cerrados mientras él canta. El glotón aprovecha para torcerle el cuello a algunos pájaros, pero uno de ellos abre los ojos y descubre la trampa. Advierte a los demás y todos escapan. Después de haber puesto al fuego aquellos que había conseguido a matar, el glotón se duerme. Finalmente, unos cazadores le roban su presa.

## Variante en las aventuras del glotón y el origen del mundo
Hay diversas variantes de un mismo relato. Por ejemplo, hay muchas versiones del relato El placer de la mesa, pero dos que se consideran originales. Ambos relatos son parecidos, exceptuado sobre un punto : la forma en que el glotón convence a los pájaros. La primera versión explica que el glotón intenta atraer a los pájaros cubriéndose con hojas para crear la ilusión de que es el mismo es un pájaro. Esta misma versión se encuentra en los Winnebagos de Nebraska. La otra versión cuenta que el glotón fabrica un contenedor hecho de vegetales y le dice a los pájaros que él cantará y bailará. En el primer caso, se trata de la invención de las técnicas de caza y, en el segundo, de los ritos religiosos. Estos relatos se refieren al origen del mundo, es decir, la creación de gestos y de rituales.
Además, el final del mismo relato tiene diferentes versiones. En la versión Innu, el glotón se duerme y los cazadores aprovechan de robar su comida. En la versión de los Algonquinos del Oeste de Quebec, el glotón, molesto por el ruido de dos ramas, decide de ir a arrancarlas, pero al escalar el árbol, su mano queda atrapada entre esas mismas ramas. No puede intervenir entonces cuando los cazadores roban su comida. Este acontecimiento estaría asociado al origen de los instrumentos de percusión.. En los Cree de las Llanuras, el glotón, tapado con cañas huecas, habría golpeado sobre estas para producir música. De esta manera, el glotón estaría en el origen de la creación de varios rituales, técnicas y otros gestos de la vida cotidiana de los amerindios como consecuencia de sus actos.